# Ґільґамеш (Marvel Comics)
Ґільґамеш (також відомий як Герой і Забутий) — вигаданий персонаж з коміксів американського видавництва Marvel Comics. Вперше він з'явився у випуску Вічні #13 (липень 1977 року) і був створений Джеком Кірбі. Він є членом майже безсмертної раси, відомої як Вічні. Він також був членом Месників.
Дон Лі зобразив Ґільґамеша у Кіновсесвіті Marvel, дебютувавши у фільмі «Вічні» (2021).

## Історія публікації
Забутий був створений Джеком Кірбі і вперше з’явився у Вічні #13 (липень 1977 року).

## Біографія вигаданого персонажа
Протягом своєї тисячолітньої діяльности шукач пригод і воїн Забутий використовував імена численних героїв мітів і легенд, включаючи Ґільґамеша і Геракла. Він став вигнанцем серед своїх товаришів Вічних, коли їхній правитель Зурас постановив, що він був занадто гордим, що втрутився у світ смертних, і обмежив його сектором Олімпу. Зрештою Вічний, відомий як Спрайт, переконав його вийти із вигнання і відправитися на материнський корабель Четвертого Воїнства Целестіалів, щоб допомогти Вічним у битві проти Девіантів.
Після цієї битви він був перейменований на Героя Одним Над Усіма, вождь інопланетних целестіалів, який створив Вічних і Девіантів. Програвши битву з Тором, Герой та інші Вічні допомогли Тору в битві з військом Небожителів, щоб не дати їм знищити людство. Герой також воював з Гераклом . 
Пізніше Герой став відомий як Забутий. Він допомагав іншим Вічним у битві проти Ґаура.
Пізніше, коли члени Месників практично вичерпалися, Забутий на деякий час приєднався до них. Він перейменував себе в Ґільґамеша, одягнувши костюм, що нагадував шкуру Небесного Бика, і почав працювати вбивцею чудовиськ. Він допомагав Месникам у битвах проти Підростаючого, Няні, Творця сиріт і демонів Н'астірга. Він брав участь у битві Месників проти Супернової і допомагав їм боротися з U-Foes. Він допомагав Месникам у їхній боротьбі з Людьми Лави і був важко поранений під час битви. Ґільґамеша привезли в будинок Вічних в Олімпії, який тимчасово потрапив у Негативну зону, щоб оговтатися від отриманих травм. Там він воював проти Бластаара, який тимчасово розпав інших Вічних. У той час Ґільґамеш покинув Месників, оскільки його сутність була прив’язана до Олімпу.  Пізніше він оговтався від травм і переміг чаклуна Б'Гона, завоювавши тим самим репутацію героя на сучасній Землі. Пізніше Ґільґамеша бачили серед надлюдей, обраних Нею (Кісметою) як потенційних партнерів. 
Він повернувся в особняк Месників під час кросовера «Переправа», але був убитий Нойтом, агентом мандрівника в часі Іммортуса, який на той час був замаскований під Канґа Завойовника. Пізніше було показано, що Ґільґамеш живий і знову пов’язаний зі своїми побратимами Вічними. Він втратив пам’ять через зміну реальності, створену Спрайтом. Він жив як цирк у Бразилії. Ейджек обдурив його, вбив Маккарі та пошкодив машину воскресіння Вічних. Пізніше він об'єднався з Геркулесом, а після цього він відправився до девіантної Лемурії, де допоміг Тору, який боровся з девіантами на чолі з Гауром.

## Сили та здібності
Забутий є членом раси Вічних, володіє низкою надлюдських здібностей, спільних для Вічних, але тренував деякі з них далеко за межі норми. Хоча точні межі невідомі, його величезна надлюдська сила робить його фізично найсильнішим з усіх відомих Вічних, за винятком Таноса.
Як і всі інші Вічні, Забутий практично безсмертний. Він не старіє з досягненням повноліття і має імунітет до всіх відомих захворювань; його тіло також дуже міцне і стійке до фізичних травм. Він здатний витримувати кулі великого калібру, падіння з великої висоти, потужні ударні сили та екстремальні температури, і все це без поранень. Однак його можна поранити, порушивши розумову дисципліну, яку він підтримує над своїм тілом. Ця здатність дозволяє йому контролювати кожну молекулу в своєму тілі, що, в свою чергу, дозволяє йому відновлювати будь-які пошкоджені або зруйновані тканини. Однак, якщо його розумова дисципліна буде порушена, його можна назавжди поранити або вбити. 
Інші здібності, які він має спільні з більшістю інших Вічних, включають здатність левітувати і/або літати з великою швидкістю, видавати промені ударної сили або тепла з очей і рук, а також здатність маніпулювати матерією. Наскільки ці сили були розвинені в порівнянні з іншими Вічними, невідомо, але перші дві вважалися середніми.  . У нього також сильно розвинені органи чуття, які допомогли компенсувати його колишню сліпоту, дозволяючи йому бути відмінним мисливцем і слідом. 
Забутий — один із найдосвідченіших рукопашних бійців серед Вічних. Він володіє надзвичайною здібністю до рукопашного бою, володіючи знаннями більшості методів рукопашного бою, відомих у стародавніх земних цивілізаціях. Іноді він носить бойові обладунки невідомого складу і зазвичай озброюється простою ручною зброєю, як-от сокира, спис або палиця. 

## Інші персонажі
Інші персонажі використовували ідентичність або Ґільґамеша, або Героя. До них належать:
- У Marvel Preview № 12 Вічного воїна звали Ґільґамешом.
- Джиммі Роджерс створив Героя, щоб врятувати його від монстрів у Венері №17.

## Сприйняття
Н'юсарама вважає персонажа Ґільґамеш другим найгіршим членом Месників, коментуючи: «Що ти таке кажеш? Ви не знайомі з Ґільґамешом, стародавнім шумерським героєм? А чому цей хлопець носить корову на голові? Скажімо, є причина, чому цього хлопця називають «Забутим». Можливо, наступного разу ви отримаєте Мітру або принаймні Мардука».

## В інших медіа
Дон Лі зображує Ґільґамеша у фільмі «Вічні» 2021 року. Ця версія має тісні стосунки з лютою воїнесою Теною і стежить за нею, коли вона має проблеми з пам'ятю. Під час подій фільму Ґільґамеша вбиває Кро і вмирає на руках Тени, сказавши їй пам’ятати, хто вона.